# Universiteit van Linköping
De Universiteit van Linköping (Zweeds: Linköpings universitet of LiU) is een openbare universiteit in de Zweedse stad Linköping. De voorloper van de universiteit is opgericht in de jaren '60, en werd in 1975 tot universiteit gepromoveerd. Daarmee werd het de zesde universiteit van Zweden. In 1996 werd ook een faculteit gesticht in het nabijgelegen Norrköping.

## Faculteiten
- Filosofische faculteit (Filosofiska fakulteten)
- Gezondheidswetenschappen (Hälsouniversitet)
- Wetenschap en technologie - Technische Hogeschool van Linköping (Tekniska högskolan)
- Pedagogiek (Utbildningsvetenskap)